# Chainsaw Man
Chainsaw Man (japonsky チェンソーマン, Čensó Man) je japonská manga, kterou píše a kreslí Tacuki Fudžimoto. Vycházela od prosince 2018 do prosince 2020 v časopisu Šúkan šónen Jump nakladatelství Šúeiša a byla souhrnně vydána v jedenácti svazcích tankóbon. Druhá část mangy bude vycházet v internetovém časopisu Šónen Jump+. V Severní Americe licencovala mangu společnost Viz Media a Šúeiša ji také publikuje na internetové platformě Manga Plus.
V prosinci 2020 byla oznámena adaptace ve formě televizního anime seriálu, na které pracuje studio MAPPA.
K červnu 2021 bylo prodáno přes 11 milionů kusů mangy a ve stejném roce získala cenu Šógakukan v kategorie šónen. Kritici ji pozitivně přijali a chválili její vyprávění, násilné scény a černý humor.

## Produkce
I přes násilnost mangy a její černý humor chtěl Fudžimoto svá díla vždy publikovat v časopisu Šúkan šónen Jump, připadalo mu však, že by manga nedosáhla svého potenciálu, kdyby ji vytvořil „ve stylu Jumpu“. Z toho důvodu se rozhodl zůstat co nejvíce nezávislým a ve stylu Jumpu vytvořil pouze postavy a strukturu mangy. Také řekl, že i přes její úspěch v časopisu chtěl druhou část publikovat v Šónen Jump+, protože se ji rozhodl napsat v úplně jiném stylu než část první. Dle něho však mezi spoluprací s Šúkan šónen Jump a Šónen Jump+ není velký rozdíl. Během načrtávání mangy párkrát musel přestat pracovat, ale pokud jde o logiku a směřování příběhu, tak mu bylo dovoleno dělat cokoliv.
Fudžimoto řekl, že během publikace Chainsaw Mana byl příliš zaneprázdněn, ale snažil se koukat na co nejvíce nových děl. V nich se pak inspiroval a některé prvky převzal a použil v manze. Popsal ji jako „hříšné FLCL“ a „popovou Abaru“. Některé prvky plánoval v manze použit už na začátku, další přidal v průběhu její tvorby. Také řekl, že některé věci v první části nespecifikoval, aby byla práce na druhé části snadnější.
V souvislosti s anime adaptací se Fudžimoto setkal a mluvil s tvůrci seriálu a byl rád, že mohl nechat věci na nich. Oficiální oznámení anime seriálu okomentoval slovy: „Bude společnost stojící za Dorohedoro a Džudžucu kaisen produkovat Chainsaw Mana!? Nemám co říct!! Děkuji!!

## Média

### Manga
Mangu Chainsaw Man píše a kreslí Tacuki Fudžimoto. Její první část, zvaná Kóan-hen (japonsky 公安編, v překladu Příběhový oblouk veřejné bezpečnosti), vycházela od 3. prosince 2018 do 14. prosince 2020 v časopisu Šúkan šónen Jump nakladatelství Šúeiša. Šúeiša následně vydala kapitoly mezi 4. březnem 2019 a 4. březnem 2021 v jedenácti svazcích tankóbon.
Společnost Viz Media publikovala první dvě kapitoly mangy v Severní Americe na internetovém časopise Weekly Shonen Jump, a to na základě své iniciativy „Jump Start“. Po zrušení Weekly Shonen Jumpu v prosinci 2018 začaly kapitoly vycházet na internetové platformě Shonen Jump. Šúeiša mimo jiné začala od ledna 2019 souběžně publikovat kapitoly v angličtině v aplikaci a na internetové stránce Manga Plus. V únoru 2020 Viz Media oznámilo, že plánuje vydat mangu v digitální a tištěné podobě, a v září zveřejnilo oficiální trailer, v jehož soundtracku zazněly vysokooktávové operní vokály. První svazek byl vydán 6. říjnu 2020.
Mangu licencovaly i další nakladatelství, a to například Kazé ve Francii, Panini v Itálii, Mexiku a Brazílii, Norma Editorial ve Španělsku, Siam Inter Comics v Thajsku, Waneko v Polsku, Egmont Manga v Německu, Editorial Ivrea v Argentině, Tong Li Publishing na Tchaj-wanu a Haksan Publishing v Jižní Koreji
Dne 14. prosince 2020 bylo po vydání finální kapitoly mangy oznámeno, že její druhá část bude vycházet v internetovém časopisu Šónen Jump+ od Šúeišy. Dne 19. prosince téhož roku bylo uvedeno, že se druhá část bude nazývat Gakkó-hen (japonsky 学校編, v překladu Školní příběhový oblouk) a Denži v ní bude navštěvovat školu.

#### Seznam svazků
| Č. | Název                                      | Datum vydání      | ISBN              |
| -- | ------------------------------------------ | ----------------- | ----------------- |
| 1  | Inu to Čensó (犬とチェンソー)              | 4. března 2019    | 978-4-08-881780-4 |
| 2  | Čensó VS Kómori (チェンソーVSコウモリ)     | 2. května 2019    | 978-4-08-881831-3 |
| 3  | Dendži o korose (デンジを殺せ)             | 2. srpna 2019     | 978-4-08-882016-3 |
| 4  | Džú wa cujoši (銃は強し)                   | 4. října 2019     | 978-4-08-882075-0 |
| 5  | Miseinen (未成年)                          | 4. ledna 2020     | 978-4-08-882171-9 |
| 6  | Ban Ban Ban (バン バン バン)               | 4. března 2020    | 978-4-08-882224-2 |
| 7  | Jume no naka (夢の中)                      | 4. června 2020    | 978-4-08-882328-7 |
| 8  | Čó Mečakuča (未成年)                       | 4. srpna 2020     | 978-4-08-882376-8 |
| 9  | Ofuro (お風呂)                             | 4. listopadu 2020 | 978-4-08-882470-3 |
| 10 | Inu no kimoči (犬の気持ち)                 | 4. ledna 2021     | 978-4-08-882527-4 |
| 11 | Ganbare Čensó Man (がんばれチェンソーマン) | 4. března 2021    | 978-4-08-882576-2 |

### Anime
Dne 14. prosince 2020 bylo oznámeno, že podle mangy vznikne televizní anime seriál. Jeho producentem se stalo animační studio MAPPA. Seriál se objevil na veletrhu Jump Festa '21 a byl součástí řady prezentací Jump Studia, které se konaly mezi 19. a 20. prosincem 2020. První trailer byl promítnut na události „MAPPA Stage 2021 – 10th Anniversary“, jež proběhla 27. června 2021. Režisérem seriálu je Rjú Nakajama a šéfrežisérem Makoto Nakazono, scenáristou Hiroši Seko, designérem postav Kazutaka Sugijama a designérem ďáblů Kijotaka Ošijama. Režisérem akce se stal Tacuja Jošihara a výtvarným režisérem Júsuke Takeda. Naomi Nakano usedla na pozici color key artist a Jóhei Mijahara designuje snímky, skladatelem hudby k seriálu je Kensuke Ušio.

### Ostatní
V říjnu 2021 uvede společnost Good Smile Company na trh figurky Nendoroid, které vychází z postav mangy Chainsaw Man. Jsou jimi například Dendži, Počita a Power.
Od 12. června do 4. července 2021 se v galerii Space Hačikai franšízy Tower Records v Šibuje konala výtvarná výstava „Chainsaw Man Manga Exhibition“.